# Вронскиан
Вронскиа́н, или определитель Вронского, — функция {\displaystyle W(f_{1},\dots f_{n})(x)}, определённая для системы функций {\displaystyle f_{1}(x),\ldots f_{n}(x)} на промежутке {\displaystyle I}, дифференцируемых {\displaystyle (n-1)}-раз. Задаётся как определитель следующей матрицы:
{\displaystyle W(f_{1},\dots f_{n})(x)=\det {\begin{pmatrix}f_{1}(x)&f_{2}(x)&\cdots &f_{n}(x)\\f'_{1}(x)&f'_{2}(x)&\cdots &f'_{n}(x)\\\vdots &\vdots &\ddots &\vdots \\f_{1}^{(n-1)}(x)&f_{2}^{(n-1)}(x)&\cdots &f_{n}^{(n-1)}(x)\end{pmatrix}};\qquad x\in I,}.
Также вронскианом называют функцию, заданную определителем более общего вида. А именно, пусть задано n вектор-функций {\displaystyle f_{1}(x),\ldots ,f_{n}(x)} с n компонентами: {\displaystyle f_{i}=(f_{i}^{1},\ldots ,f_{i}^{n})}. Тогда определитель будет выглядеть так (чтобы избежать разночтений обозначим его {\displaystyle W_{2}}):
{\displaystyle W_{2}(f_{1},\dots f_{n})(x)=\det {\begin{pmatrix}f_{1}^{1}(x)&f_{2}^{1}(x)&\cdots &f_{n}^{1}(x)\\f_{1}^{2}(x)&f_{2}^{2}(x)&\cdots &f_{n}^{2}(x)\\\vdots &\vdots &\ddots &\vdots \\f_{1}^{n}(x)&f_{2}^{n}(x)&\cdots &f_{n}^{n}(x)\end{pmatrix}};\qquad x\in I,}.
Назван в честь польского математика Юзефа Вронского. Термин «вронскиан» предложил шотландский математик Томас Мьюр в своей монографии 1882 года об определителях.
Определитель Вронского применяется для решения дифференциальных уравнений, например для того, чтобы узнать, являются ли найденные решения однородного линейного дифференциального уравнения (либо системы уравнений) линейно независимыми. Это помогает в поиске его общего решения.

## Свойства
- Если {\displaystyle f_{1}(x),\ldots ,f_{n}(x)} — линейно зависимы на {\displaystyle I}, то {\displaystyle \forall x\in I\quad W(x)=0}.

- Если определитель Вронского на интервале не равен нулю хотя бы в одной точке, то функции {\displaystyle f_{1}(x),\ldots ,f_{n}(x)} являются линейно независимыми (прямое следствие предыдущего свойства). Обратное, вообще говоря, неверно (см. пример 3), но для случая, когда функции являются решениями дифференциального уравнения будут верны более сильные следствия (см. ниже).

- Если {\displaystyle f_{1}(x),\ldots ,f_{n}(x)} — решения линейного однородного дифференциального уравнения {\displaystyle n}-го порядка, то {\displaystyle W(f_{1},\ldots ,f_{n})} называется вронскианом этого уравнения. Определитель Вронского однородного дифференциального уравнения либо тождественно равен нулю, и это означает, что {\displaystyle f_{1}(x),\ldots ,f_{n}(x)} линейно зависимы, либо не обращается в нуль ни в одной точке {\displaystyle I}, что означает линейную независимость функций {\displaystyle f_{1}(x),\ldots ,f_{n}(x)}.

- {\displaystyle W'(x)=W_{1}(x)+W_{2}(x)+\cdots +W_{n}(x)}, где {\displaystyle W_{i}} — определитель Вронского, в котором строка с номером i заменена строкой производных:

{\displaystyle W_{i}(x)=\det {\begin{pmatrix}f_{11}(x)&f_{12}(x)&\cdots &f_{1n}(x)\\\vdots &\vdots &\ddots &\vdots \\f_{i1}'(x)&f_{i2}'(x)&\cdots &f_{in}'(x)\\\vdots &\vdots &\ddots &\vdots \\f_{n1}(x)&f_{n2}(x)&\cdots &f_{nn}(x)\end{pmatrix}}}
Эта формула верна для дифференцирования определителей любых квадратных матриц.

## Примеры
- Убедимся, что вронскиан линейно зависимых функций {\displaystyle 1,x^{2},3+2x^{2}} равен нулю:

{\displaystyle W(f_{1},f_{2},f_{3})(x)={\begin{vmatrix}1&x^{2}&3+2x^{2}\\0&2x&4x\\0&2&4\end{vmatrix}}=8x-8x=0,\qquad x\in \mathbb {R} .}
- Проверим теперь линейную независимость функций {\displaystyle 1,x,x^{3}}

{\displaystyle W(f_{1},f_{2},f_{3})(x)={\begin{vmatrix}1&x&x^{3}\\0&1&3x^{2}\\0&0&6x\end{vmatrix}}=6x,\qquad x\in \mathbb {R} .}
Есть точки, где вронскиан отличен от нуля (в нашем случае это любая точка, кроме x=0). Поэтому на любом промежутке эти функции будут линейно независимыми.
- Приведём теперь пример, когда вронскиан всюду равен нулю, но функции всё равно линейно независимы. Зададим две функции:

{\displaystyle f_{1}(x)=x^{2};\qquad f_{2}(x)={\begin{cases}-x^{2},&x<0,\\x^{2},&x\geqslant 0.\end{cases}}}
Обе функции всюду дифференцируемы (в том числе в нуле, где производные обеих функций обращаются в ноль). Убедимся, что вронскиан всюду ноль.
{\displaystyle W(f_{1},f_{2})(x)={\begin{cases}{\begin{vmatrix}x^{2}&-x^{2}\\2x&-2x\end{vmatrix}}=0,&\;x<0,\\[15pt]{\begin{vmatrix}x^{2}&x^{2}\\2x&2x\end{vmatrix}}=0,&\;x\geq 0\end{cases}}}
Однако эти функции, очевидно, являются линейно независимыми. Видим, что равенство вронскиана нулю не влечёт за собой линейной зависимости в случае произвольного выбора функций.